# Berbesa
Berbesa es un lugar de la parroquia de Piñera, concejo de Castropol, en la comarca del Eo-Navia, Principado de Asturias, España.

## Historia
Hacia mediados del siglo XIX, la aldea tenía contabilizada una población de 13 habitantes. Aparece descrita en el cuarto volumen del Diccionario geográfico-estadístico-histórico de España y sus posesiones de Ultramar de Pascual Madoz de la siguiente manera:

BERBESA: ald. en la prov. de Oviedo, ayunt. de Castropol y felig. de San Bartolomé de Piñera. (V.): sobre el r. que lo baña se encuentran los molinos de su nomino. pobl. 2 vec., 13 almas.
(Madoz, 1846, p. 283)